# Peine
För andra betydelser, se Peine (olika betydelser).
Peine är en stad och huvudort i det tyska länet Peine i förbundslandet Niedersachsen. Staden har ungefär 52 000 invånare och är känd för sin stålindustri.

## Historia

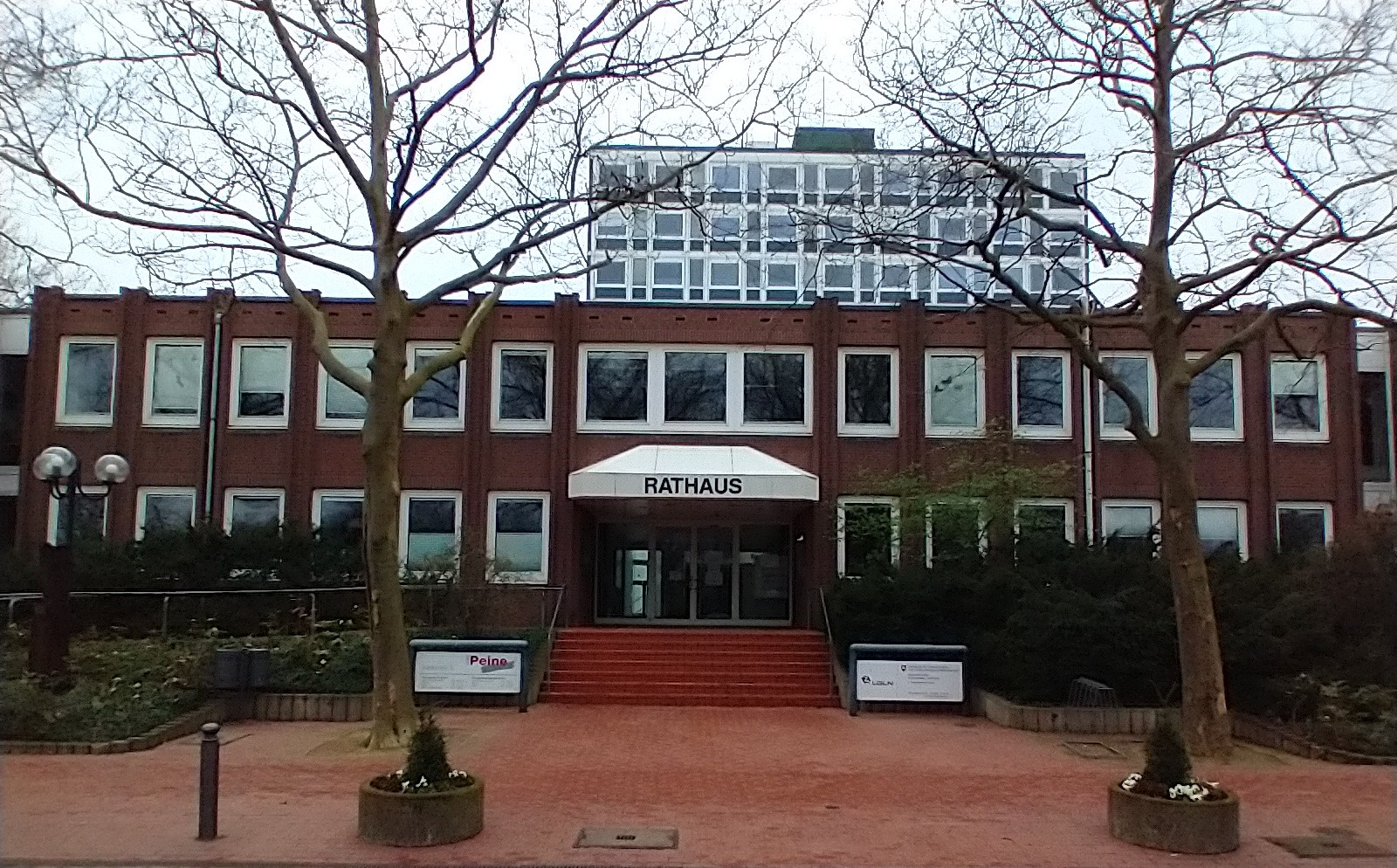
Rådhuset i Peine

Peine ligger vid floden Fuhse mellan Harz och Lüneburgheden cirka 40 km väster om Hannover. I en urkund från 1160 omnämns Berthold von Pagin som var en tjänsteman i Tysk-romerska riket. Det antas att han hade en borg i samhället och att hans namn syftade på Peine. När orten grundades är inte känt. 1223 fick Peine stadsrättigheter. Efter 1260 tillverkades mynt i staden.
1518 blev Peine och den omgivande regionen stridsobjekt mellan biskopen av Hildesheim och flera lokala furstar. Det medförde flera belägringar och stadsbränder. I samband med trettioåriga kriget byggdes större stadsbefästningar. Efter en kort belägring av danska trupper 1626 intog Johann Tserclaes Tilly staden. De följande åren kännetecknades av konflikter mellan protestanter och katoliker och 1632 stod Peine tidvis under svensk kontroll.
Under sjuåriga kriget intogs Peine 1757 av franska trupper och 1803 blev staden en del av Preussen. Efter en kort tillhörighet till kungariket Westphalen som upplöstes 1813 och till kungariket Hannover kom staden 1866 tillbaka till Preussen. Under 1800-talet omvandlades staden från lantbrukscentrum till industriort. 1844 fick Peine anslutning till järnvägsnätet och 1855 upptäcktes större järnmalmresurser i närheten. Snart uppkom ett järnbruk och ett valsverk som medförde stadens tillväxt.

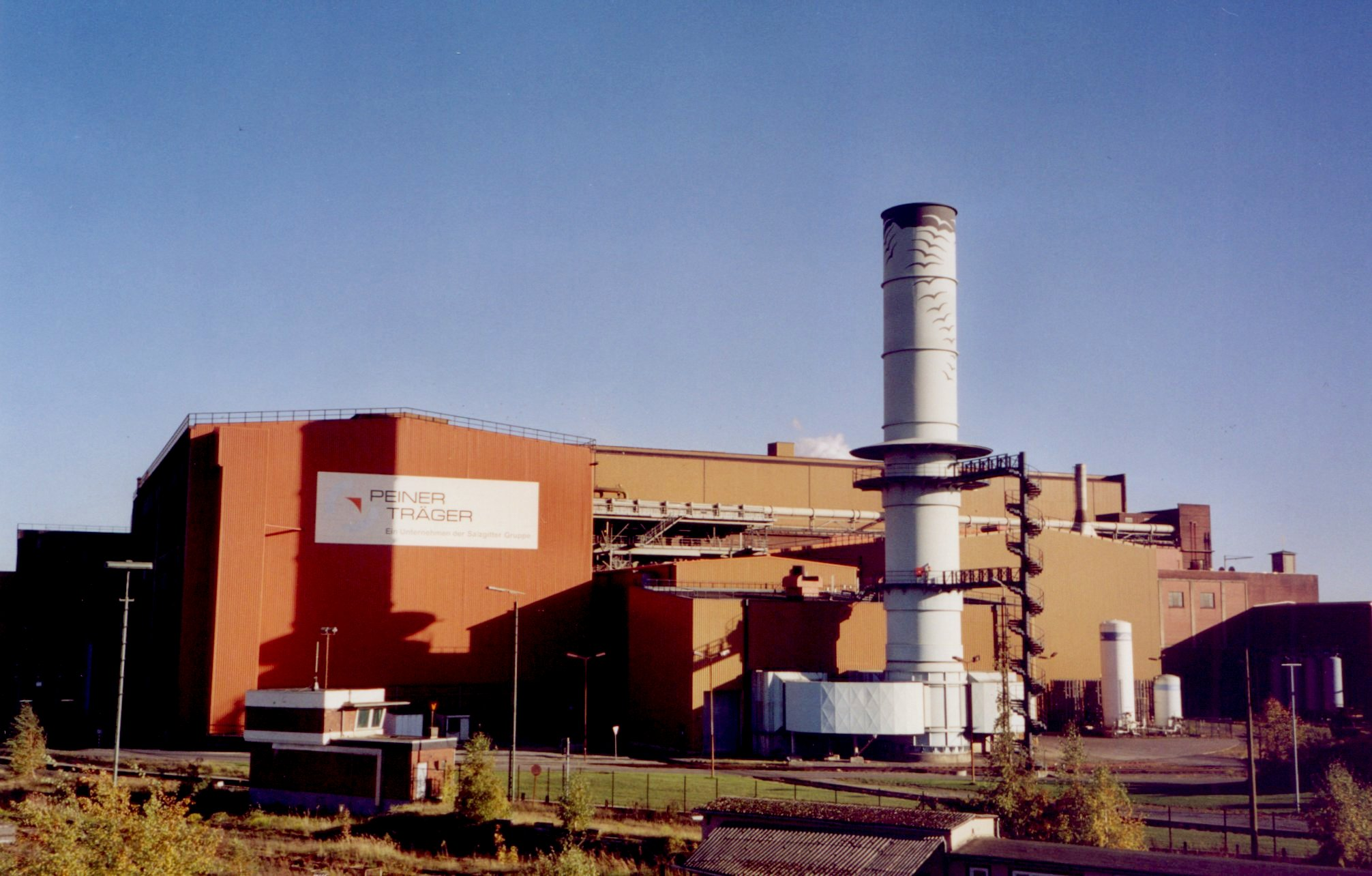
Peines stålverk, 2004

Under första världskriget förekom inga strider i staden men ekonomin sjönk på grund av inflationen. Under andra världskriget blev järnfabriken och även staden bombarderad men förstöringen var inte så stort som i andra tyska städer på grund av att staden den 9 april 1945 blev överlämnad till amerikanska trupper utan strid. Stålproduktionen återupptogs efter kriget men under 1970-talet uppkom ekonomiska svårigheter som klarades med hjälp av modernisering.